# Erich Cohn
Erich Cohn (* 1. März 1884 in Berlin; † vermutlich 28. August 1918 in Frankreich) war ein deutscher Schachspieler.

## Leben
Cohn studierte zunächst Literatur und Kunstgeschichte, dann eine Zeit lang Medizin. Er schlug den Berufsweg Arzt ein, obwohl er selbst mit gesundheitlichen Problemen zu kämpfen hatte. Später widmete er sich ausschließlich dem Schachspiel. Bereits in jungen Jahren war er ein vortrefflicher Spieler. In den Berliner Schachkreisen erfreute er sich wegen seines liebenswürdigen Charakters großer Beliebtheit.
Erich Cohn fiel vermutlich am 28. August 1918 während des Ersten Weltkrieges bei Kämpfen an der Westfront in Frankreich (der genaue Todestag ist nicht bekannt). Er liegt auf der Deutschen Kriegsgräberstätte Neuville-St. Vaast im Département Pas-de-Calais begraben.

## Turniere
Das erste Meisterturnier, an dem er teilnahm, war das in Nürnberg 1906. Er errang dort einen Achtungserfolg, der zu schönen Hoffnungen berechtigte. Dass diese trotz seiner eminenten Begabung sich nicht ganz erfüllten, lag an einem gewissen Mangel an Ausdauer und Gleichmäßigkeit sowie an ungünstigen äußeren Umständen. In einigen Turnieren, z. B. in Ostende 1907 und in Breslau 1912, spielte er die erste Hälfte ganz vortrefflich, fiel aber in der zweiten gänzlich ab.
Beim internationalen Turnier von 1909 in Sankt Petersburg gewann er mit Hersz Salwe und Carl Schlechter den geteilten achten bis zehnten Preis.
Mehrmals beteiligte er sich an den Berliner Turnieren mit vier Teilnehmern. Hier belegte er 1909 mit Richard Teichmann den geteilten ersten Platz (vor Rudolf Spielmann und Curt von Bardeleben), 1910 wurde er Zweiter hinter Teichmann. Im Jahr 1912 wurde er zusammen mit Richard Réti in Abbazia Dritter, in Stockholm belegte er hinter Alexander Aljechin den zweiten Platz. 1914 gewann er letztmals zusammen mit Spielmann das Berliner Meisterturnier.
Im Jahr 1906 gewann er die Berliner Meisterschaft vor Horatio Caro und Otto Schewe. 1910 wiederholte er diesen Erfolg und gewann vor Ehrhardt Post und Georg Wiarda.

## Zweikämpfe
Erich Cohn spielte Wettkämpfe gegen bekannte Schachmeister: In München 1909 unterlag er Rudolf Spielmann mit 1:2 (+1 =0 −2), 1909 in Berlin Eduard Lasker mit 1:3 (+1 =0 −3). Er besiegte 1906 Horatio Caro in Berlin mit 5,5:1,5 (+5 =1 −1).